# 旧小松屋吉田家住宅
旧小松屋吉田家住宅（きゅうこまつやよしだけじゅうたく）は、岐阜県美濃加茂市太田本町2-6にある休憩所。

## 歴史
江戸時代後期、中山道の太田宿に建設され、「小松屋」という屋号の旅籠屋が営まれた。
2014年（平成26年）12月19日、登録有形文化財に登録された。美濃加茂市出身の小説家である坪内逍遥に関する展示がある。

## 建築
中山道に北面しており、間口は6間である。明治時代中期に改修された。

## 利用案内
- 開館時間 - 8：30～17：00
- 定休日 - 火曜日（祝日の場合は翌日）